# Stickney (crater)

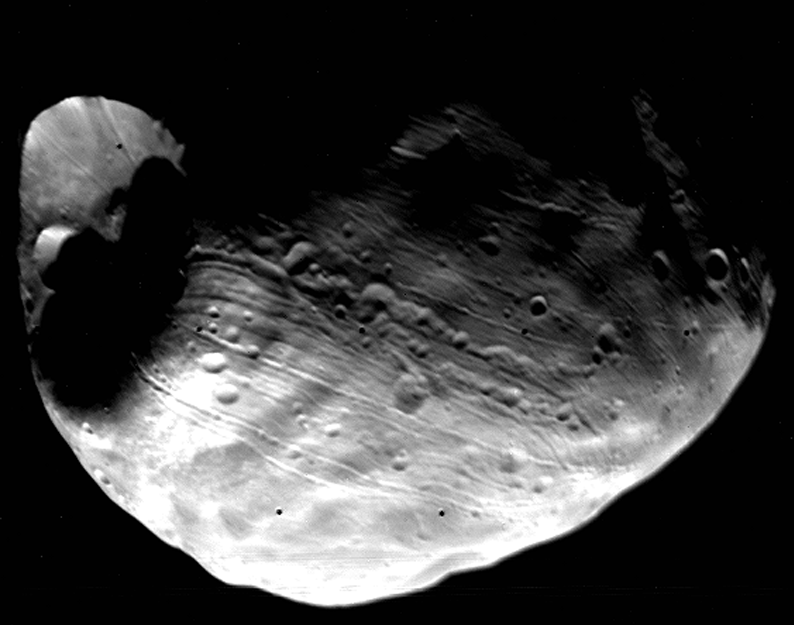
Stickney pe Phobos (la stânga)
(Orbiterul Viking, 10 iunie 1977)

Stickney este cel mai mare crater de pe Phobos, care este un satelit al lui Marte. Are 9 kilometri (5,6 mi) în diametru, ocupând o proporție substanțială din suprafața satelitului.

## Numire
CrCraterul poartă numele matematicienei Chloe Angeline Stickney Hall, soția descoperitorului lui Phobos , Asaph Hall, al cărei sprijin a fost creditat de soțul ei ca fiind esențial pentru descoperirea satelitului. Craterul a fost numit în 1973, pe baza imaginilor Mariner 9, de către un comitet de nomenclatură IAU prezidat de Carl Sagan.

## Formare
Există două modele pentru vârsta lui Stickney, bazate pe diferitele date posibile la care Phobos a început să orbiteze în jurul lui Marte. Dacă Phobos orbitează de 4,3 Ga (miliarde de ani), atunci Stickney s-a format acum 4,2 Ga, dar dacă Phobos orbitează de doar 3,5 Ga, atunci s-a format acum 2,6 Ga. Impactul a creat o cantitate mare de resturi care au scăpat din gravitația lui Phobos și au intrat pe orbită în jurul lui Marte pentru o perioadă care nu depășește 1000 de ani, o parte din acest material s-a prăbușit apoi înapoi pe Phobos și a creat cratere de impact secundare. Majoritatea craterelor de pe Phobos care au un diametru mai mic de 600 de metri au fost cauzate de aceste impacturi secundare.

## Caracteristici fizice
Canale și lanțuri de cratere par să radieze din Stickney. O teorie sugerează că s-au format ca urmare a tensiunilor de la impactul care a creat craterul; dacă este adevărat, acest lucru sugerează că respectivul impact aproape l-a distrus pe Phobos. Există, totuși, numeroase alte teorii privind modul în care au fost create, cum ar fi că au fost formate din materialul aruncat în urma impacturilor de pe Marte, că au fost create de forțele mareice exercitate de Marte, sau că au fost create de bolovani. rostogolindu-se de-a lungul suprafeței lui Phobos în urma impactului Stickney.
Indiferent de cauzele acestor canale, impactul obiectului care l-a pe creat Stickney a fost suficient de mare pentru a-l fi potențial distrus pe Phobos; un studiu din 2016 al lui Syal et al. a constatat că porozitatea ridicată a satelitului a fost esențială pentru a preveni distrugerea acestuia în timpul coliziunii. Este posibil ca zona de sub Stickney să fie mult mai densă și mai puțin poroasă decât restul Phobos, deși modele ale interiorul satelitului variază în privința acestui lucru.
Stickney are o textură liniată vizibilă pe pereții săi interiori, cauzată de alunecările de teren cu materiale căzute în crater. Există o colorare spectrală albastră vizibilă pe marginea de sud-vest a craterului, despre care se presupune că este un strat relativ subțire de rocă. Această colorare a fost probabil cauzată de o combinație de material din Stickney însuși și din craterul mai mic Limtoc.